# Bruderschaft von Jesu, Maria und Joseph (Inning am Ammersee)

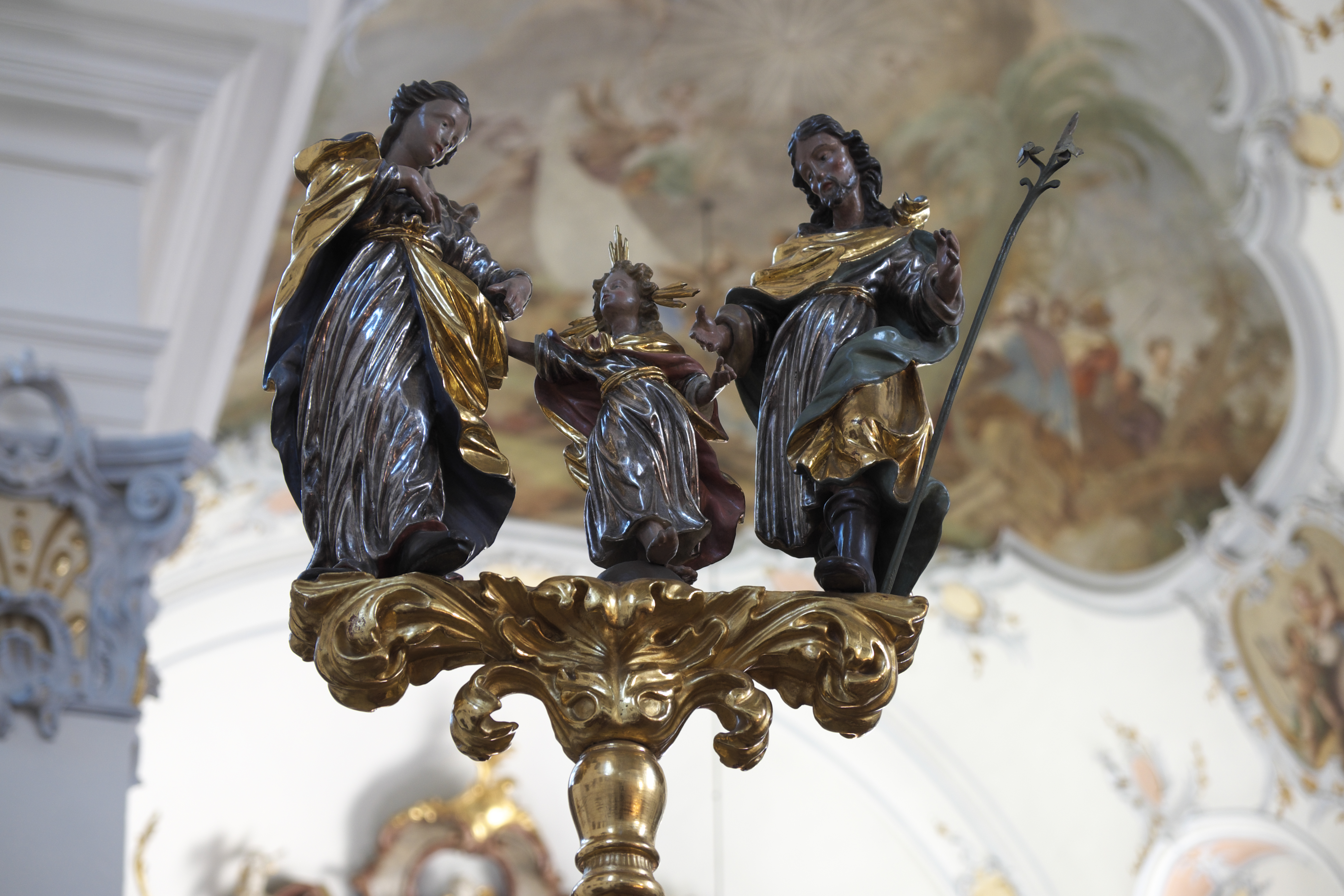
Prozessionsstange der Bruderschaft

Die Bruderschaft von Jesu, Maria und Joseph wurde im Jahr 1700 in Inning am Ammersee gegründet. Die Bruderschaften von Jesu, Maria und Joseph wurden durch eine Bulle des Papstes Clemens XI. im Jahr 1718 bestätigt.
Die Prozessionsstange der Bruderschaft mit der Figurengruppe Heiliger Wandel aus der Zeit um 1720 steht in der katholischen Pfarrkirche St. Johannes Baptist in Inning am Ammersee.